# Klitorispiercing
Ein Klitorispiercing ist ein Piercing durch die Klitoris. Es ist nicht mit dem häufigeren Klitorisvorhautpiercing zu verwechseln.
Der direkte Endast des Nervus pudendus und der wichtigste sensible Nerv, der die Klitoriseichel, Glans clitoridis und den Klitorisschaft, Corpus clitoridis versorgt, wird als Kitzlerrückennerv, Nervus dorsalis clitoridis, bezeichnet. Er ist für die Vermittlung der sexuellen Empfindungen verantwortlich und wird auch als „Wolllustnerv“ bezeichnet.

## Durchführung

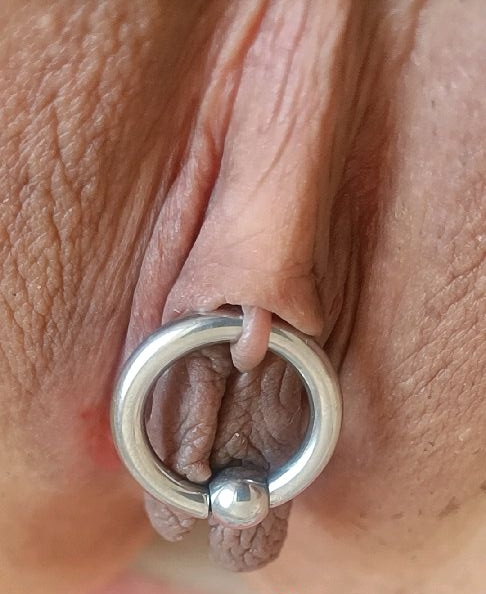
Geweitetes Klitorispiercing mit Ball Closure Ring

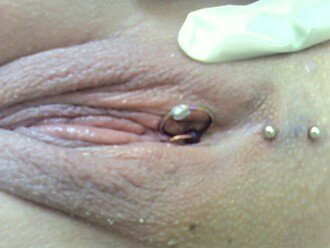
Klitorispiercing (und Christina-Piercing rechts)

Die Klitoris sollte mindestens einen Durchmesser von sechs Millimetern (besser und sicherer aber ist ein größerer Durchmesser) besitzen, und die Klitorisvorhaut darf das Piercing nicht behindern, indem sie diese bedeckt. Bei bedeckter Klitoris muss diese mobilisiert werden (siehe auch Klitorisadhäsion), unter Umständen ist auch eine vorausgehende Klitorisvorhautreduktion nötig, um das Piercing stechen zu können.
Eine Klitoriseichel, Glans clitoridis einer erwachsenen Frau hat in der Regel eine Breite von weniger als 1 cm und eine durchschnittliche Länge – Glans und Corpus clitoridis – von 1,5 bis 2 cm.
Aufgrund der vielen Nervenenden dort ist die Durchführung schmerzhaft und gilt als riskant. Ein Klitorispiercing sollte nur von einem erfahrenen Piercer gestochen werden, da die Durchführung dieses Piercings ein hohes Maß an Geschicklichkeit voraussetzt. Nur wenige Studios bieten dieses Piercing an. Es ist möglich, eine Lokalanästhesie mit einem gut verträglichem Lokalanästhetikum durchzuführen. Sterile Bedingungen, Desinfektion, Instrumente und Abdeckungen sind aber in dem Fall obligat.
Gestochen wird das Klitorispiercing meist horizontal, kann jedoch auch wahlweise vertikal gesetzt werden. Bei bedeckter Klitoris ist ein vertikaler Stichkanal besser geeignet.
Die Heildauer beträgt zwischen vier und sechs Wochen.
Wegen der anatomischen Voraussetzungen und der Gefahr von Überreizung oder einer mechanischen Schädigung während des Stechens ist diese Variante des Intimschmucks eher selten. So besteht die Gefahr einer Nervenschädigung des Nervus dorsalis clitoridis in dessen Folge sich dann ein völliger oder teilweiser Sensibilitätsverlust einstellen kann. Wird das Piercing vertragen, kann es jedoch einen erheblichen Lustgewinn bedeuten.

## Schmuck
Als Piercingschmuck wird bei der horizontalen Variante eher auf kleinere Ringe (1,2 mm stark) und bei der vertikalen eher auf kleine Barbells bzw. Stege oder Piercingstecker zurückgegriffen. Als Schmuck empfiehlt sich also ein möglichst kleiner Ball Closure Ring bei waagerechtem Stichkanal und ein Barbell bei der vertikalen Variante, jeweils mit einer Materialstärke von 1,2 Millimetern.